# Équipe des Pays-Bas de baseball
L'équipe des Pays-Bas de baseball représente la Fédération des Pays-Bas de baseball lors des compétitions internationales, comme le Championnat d'Europe de baseball ou la Coupe du monde de baseball notamment. La sélection néerlandaise compte vingt titres continentaux.
Le succès de l'équipe nationale des Pays-Bas, et plus généralement du baseball néerlandais, s'est appuyé au départ sur les joueurs des Antilles néerlandaises qui participèrent régulièrement aux Coupe du monde de 1952 à 1971.

## Palmarès

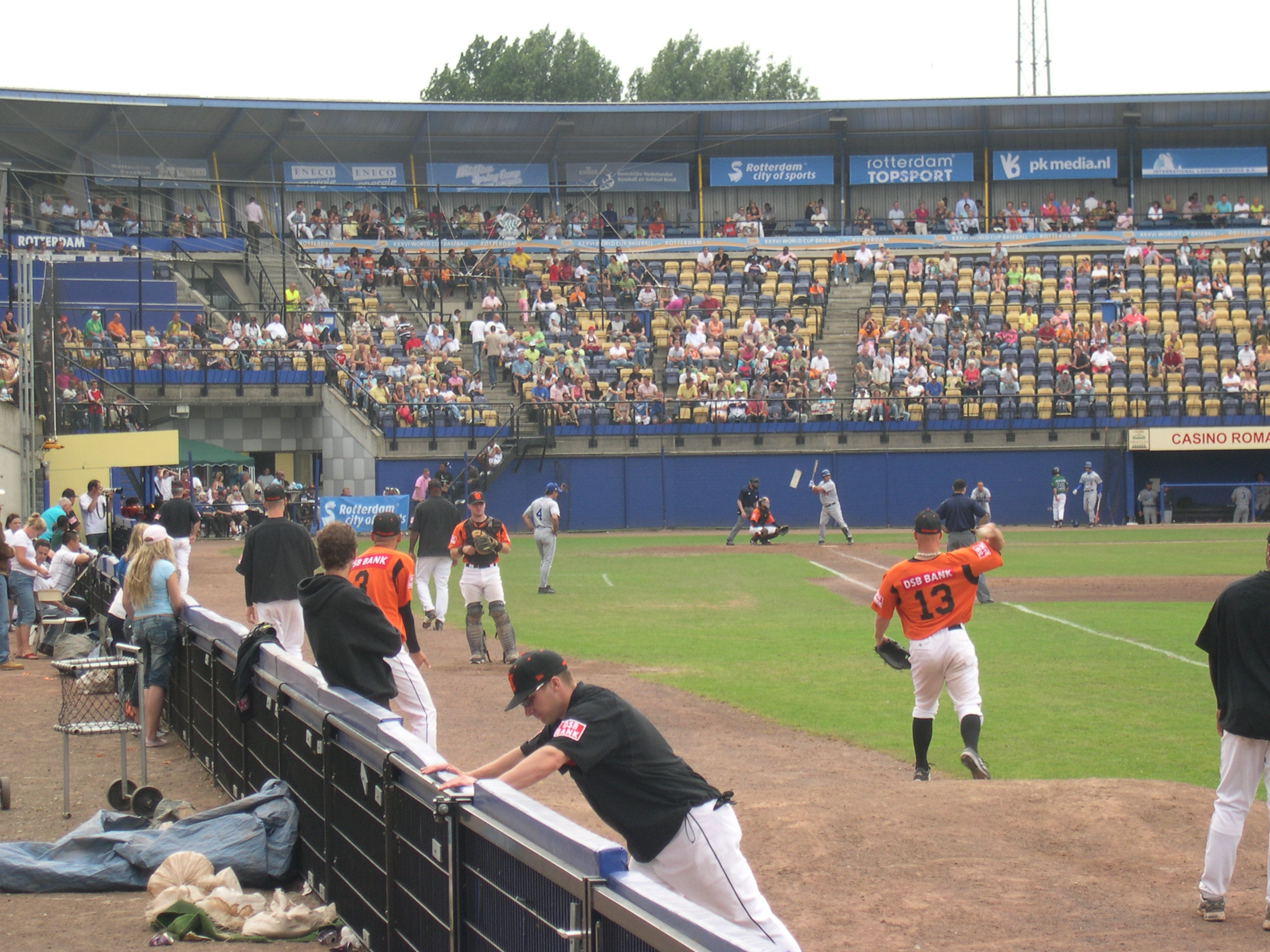
Les Pays-Bas face à l'Italie en 2006

Jeux olympiques
- 1992 : non qualifiée
- 1996 : 5e
- 2000 : 5e
- 2004 : 6e
- 2008 : 7e

Classique mondiale de baseball
- 2006 : éliminée au 1er tour
- 2009 : éliminée au 2e tour
- 2013 : 4e
- 2017 : 4e
- 2023 : Phase de groupes

Coupe du monde de baseball
| - 1970 : 12e - 1971 : non qualifiée - 1972 : non qualifiée - 1973 : 8e - 1974 : non qualifiée - 1976 : 11e - 1978 : 7e |  | - 1980 : 12e - 1982 : 6e - 1984 : 13e - 1986 : 9e - 1988 : 10e - 1990 : 9e - 1994 : 10e |  | - 1998 : 6e - 2001 : 7e - 2003 : 10e - 2005 : 4e - 2007 : 4e - 2009 : 6e - 2011 : 1er |

Championnat d'Europe de baseball
| - 1954 : non qualifiée - 1955 : non qualifiée - 1956 : 1er - 1957 : 1er - 1958 : 1er - 1960 : 1er - 1962 : 1er - 1964 : 1er - 1965 : 1er - 1967 : non qualifiée |  | - 1969 : 1er - 1971 : 1er - 1973 : 1er - 1975 : 2e - 1977 : 2e - 1979 : 2e - 1981 : 1er - 1983 : 2e - 1985 : 1er - 1987 : 1er |  | - 1989 : 2e - 1991 : 2e - 1993 : 1er - 1995 : 1er - 1997 : 2e - 1999 : 1er - 2001 : 1er - 2003 : 1er - 2005 : 1er - 2007 : 1er |  | - 2010 : 2e - 2012 : 2e - 2014 : 1er - 2016 : 1er - 2019 : 1er - 2021 : 1er - 2023 : 3e |

Coupe intercontinentale de baseball
| - 1973 : non qualifiée - 1975 : non qualifiée - 1977 : non qualifiée - 1979 : non qualifiée - 1981 : non qualifiée - 1983 : 4e |  | - 1985 : non qualifiée - 1987 : non qualifiée - 1989 : non qualifiée - 1991 : non qualifiée - 1993 : non qualifiée - 1995 : 9e |  | - 1997 : non qualifiée - 1999 : 8e - 2002 : 8e - 2006 : 2e - 2010 : 2e |

## Classique mondiale de baseball 2009
Annoncé comme l'épouvantail de la compétition, la République dominicaine s'est laissé surprendre par une vaillante formation des Pays-Bas qui signe en ouverture du groupe D la plus grosse surprise de l'histoire de la jeune compétition. Les Néerlandais inscrivent trois points en première manche en profitant notamment d'une erreur du deuxième base dominicain. Ils parviennent ensuite à contenir les Dominicains qui obtiennent huit coups sûrs pour deux points.
Le deuxième match oppose les Pays-Bas à Porto Rico, qui évolue à domicile. En s'appuyant sur une solide défense, les Néerlandais mènent longtemps au score 1-0 avant de concéder trois points en huitième manche. Les Oranges retrouvent la République dominicaine en match décisif pour l'accession au prochain tour.
Les Pays-Bas, toujours très sérieux en défense, parviennent à tenir en échec l'armada dominicaine pendant 10 manches. Les Dominicains pensent avoir fait le plus difficile en ouvrant la marque en haut de 11e manche, mais face à l'un des meilleurs lanceurs de relève de la MLB, les Néerlandais envoient trois coureurs sur base pour deux points en bas de manche pour remporter la partie. Les Pays-Bas se qualifient, contre toute attente, pour le deuxième tour.
| Lanceurs - 25 David Bergman (Kinheim) - 44 Leon Boyd (Neptunus) - 19 Robbie Cordemans (Sparta/Feyenoord) - 36 Diegomar Markwell (Neptunus) - 29 Dennis Neuman (Boston Red Sox) - 47 Sidney Ponson - 31 Alexander Smit (Cincinnati Reds) - 51 Tom Stuifbergen (Minnesota Twins) - 45 Juan Carlos Sulbaran (Cincinnati Reds) - 56 Rick VandenHurk (Florida Marlins) - 3 Berry Van Driel (Neptunus) - 13 Michiel van Kampen (Amsterdam Pirates) - 9 Pim Walsma |  | Receveurs - 24 Sidney de Jong (Amsterdam Pirates) - 50 Kenley Jansen (Los Angeles Dodgers) - 40 Sharlon Schoop (San Francisco Giants) Champ intérieur - 12 Sharnol Adriana (Rojos del Aguila de Veracruz) - 2 Yurendell de Caster (Detroit Tigers) - 5 Michael Duursma (KM Pioniers) - 41 Vince Rooi (Amsterdam Pirates) - 35 Randall Simon (Newark Bears) - 43 Curt Smith (St. Louis Cardinals) - 4 Hainley Statia (Los Angeles Angels) Champ extérieur - 37 Bryan Engelhardt (Kinheim) - 67 Greg Halman (Seattle Mariners) - 21 Gene Kingsale (Neptunus) - 27 Danny Rombley (Kinheim) - 18 Dirk Van Klooster (Kinheim) |